# Eocarcharia dinops
Eocarcharia ("Gryningshaj"), släkte med köttätande dinosaurier påträffade i Niger, nordvästra Afrika, 2000. Fynden av Eocarcharia publicerades av Sereno och Brusatte 2008, och beskrevs som en tidig medlem av familjen Carcharodontosauridae. Det fossila materialet av Eocarcharia är ganska sparsamt, och består än så länge av en del tänder och fragment av skallar, hopsamlade från flera individer. Eocarcharia tros ha levt under Kritaperioden för omkring 110 milj. år sedan.
Namnet Eocarcharia dinops är en sammansättning av grekiskans Eos ("Gryning"), Karcharias("Haj"), och Dinops (vilket betyder ungefär "Skräckögd"). Namnet Eocarcharia syftar på att det tros ha varit en tidig representant för familj Carcharodontosauridae ("Hajtandsödlor").

## Beskrivning
Eftersom Eocarcharia är baserad på mycket lite fossil vet man inte hur den såg ut. Den var dock troligen utpräglad att röra sig uteslutande på bakbenen, och såg troligen ut ungefär som sin närmaste släktingar; stort huvud med hög nosrygg och smal käft, kraftig S-formad hals, kraftig kropp och lång svans. Munnen var fyll med vassa, sågtandade tänder, som mätte upp till 7,6 cm. Bakbenen var troligtvis långa och kraftiga, medan frambenen var betydligt kortare, och bar fingrar med krökta klor. Som namnet antyder hade Eocarcharia tjocka ögonbrynsbågar, vilket var vanligt också bland andra carcharodontosaurider. Dessa förtjocknade ögonbrynsbågar tros ha fungerat som fäste för utskott eller kammar av keratin. Dessa kan ha fungerat som ornament för uppvisning mellan individer, eller också för att stånga artfränder i sidan. Liknande beteende förekommer hos nu levande djur med hornutväxter, till exempel giraffer.
Baserat på fossila data tror man att Eocarcharia mätte 6-8 meter från nos till svanstipp. Detta är ungefär samma storlek som Concavenator, men mindre än de flesta andra carcharodontosaurider.

## Paleobiologi
I området där man hittade Eocarcharia har man också hittat flera andra dinosaurier, bland annat den långhalsade växtätaren Nigersaurus, rovdinosaurien Kryptops, och Suchomimus, som hade ett stort hudsegel av förlängda taggutskott på ryggen.
Brusatte har föreslagit att Eocarcharia, Kryptops och Suchomimus fyllt olika ekologiska nischer i dåtida Afrika, för att inte konkurrera om födan; Suchomimus skulle ha kunnat vara asätare och alternativt jagat mindre djur, Suchomimus skulle kunna ha levt av fisk, och Eocarcharia skulle ha kunnat vara topprovdjur, och ha jagat andra, större byten.